# Государственный переворот в Османской империи (1913)
Государственный переворот в Османской империи 1913 года, известный также как Набег на Великую Порту (тур. Bâb-ı Âlî Baskını) — государственный переворот, состоявшийся 23 января 1913 года и осуществлённый членами партии «Единение и прогресс», возглавляемыми Исмаилом Энвер-беем и Мехмедом Талаат-беем. В ходе переворота группа заговорщиков неожиданно напала на главные здания османского правительства (Порты), в ходе чего был убит военный министр Назым-паша, а великий визирь Камиль-паша был вынужден уйти в отставку. В результате переворота правительство попало под власть «Единения и прогресса», а точнее под власть триумвирата, известного как «Три паши», состоявшего из Энвера, Талаата и Джемаль-паши.

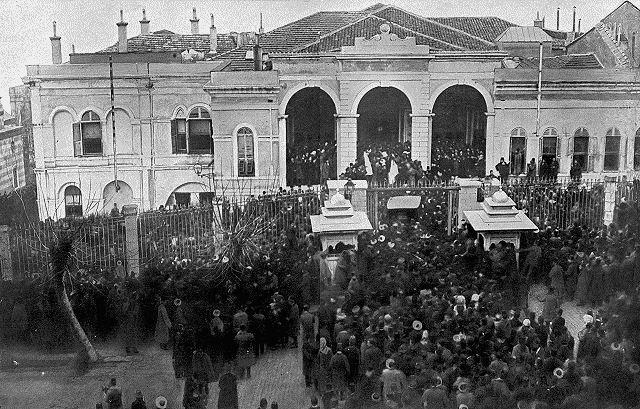
Толпа собирается перед главным зданием Порты (Bâb-ı Âlî) вскоре после переворота

В 1911 году партия Камиль-паши «Свобода и согласие» была образована как оппозиционная «Единению и прогрессу» и всего через 20 дней после своего основания добилась успеха на дополнительных выборах в Стамбуле. Партия имела большой успех у нетурецких народов империи, чему способствовала программа партии. Встревоженные этим результатом члены партии «Единение и прогресс» сфальсифицировали всеобщие выборы в апреле 1912 года. Противозаконие и насилие в преддверии и в ходе голосования наблюдалось с обеих сторон, но из-за того, что административная власть находилась у младотурок, они манипулировали процессом выборов в свою пользу. Выборы в апреле 1912 года стали известны как «Выборы из-под палки» (тур. Sopalı Seçimler). В ответ на это «Офицеры-спасители» (тур. Halâskâr Zâbitân), члены «Свободы и спасения» стали готовить падение власти «Единения и прогресса», что и произошло вследствие военных неудач в июле 1912 года. Новое правительство возглавил Ахмед Мухтар-паша, но и он был вынужден уйти в отставку в октябре того же года после ряда поражений в неожиданно начавшейся Первой Балканской войне.
После получения разрешения от султана Мехмеда V сформировать новое правительство в октябре 1912 года лидер «Свободы и согласия» Камиль-паша начал вести переговоры на дипломатическом уровне с Болгарией на фоне неудачно складывающейся для империи Первой Балканской войны. Используя болгарские претензии на присоединение к своему царству Эдирне (Адрианаполя), средневековой османской столицы, как предлог, сторонники «Единения и прогресса» атаковали Порту. Результатом переворота стали репрессии в отношении оппозиционных партий, в первую очередь «Свободы и согласия» и вхождение во власть многих членов «Единения и прогресса». Оппозиционные лидеры были либо арестованы, либо оказались в Европе. Лидер заговорщиков Энвер-бей вскоре стал военным министром и вывел Османскую империю из продолжавшейся Лондонской мирной конференции и способствовал союзу с Германией, вовлекая тем самым страну в Первую мировую войну.